# Беньо Тотев
Беньо Тотев Данчев е български професор, композитор, диригент и учител.

## Биография
Беньо Тотев е роден на 7 декември 1911 г. в Ловеч. Завършва Държавно педагогическо училище „Цар Борис III“ (Ловеч) (1931), и Музикалната академия в София (1937).
Работи като учител в с. Брест, Никополско (1937-1939), Смесена гимназия „Цар Борис III” (1939-1942) и Народна мъжка гимназия „Цар Борис III” (1942-1945) в Ловеч. Участник като флейтист и певец в училищните хорове. Диригент на Смесен църковен хор „Евстати Павлов“ при катедрален храм „Света Троица“ (Ловеч).
Диригент на Хор „Гусла“. Главен диригент на Ансамбъла за народни песни и танци при МВР, София. Професор в Музикалната академия, София.
Автор на оперетите: „Пройчо дърварчето“ и „Зорница“. Музикално ръководство „За мартин-тромпети“, което е единствено в България. Съавтор на учебници по пеене за първи, втори и трети клас. Създава 20 музикални творби.
Награден със Звание „Герой на социалистическия труд“ и Орден „Георги Димитров“